# Ferros (kommun i Brasilien)
Ferros är en kommun i Brasilien.   Den ligger i delstaten Minas Gerais, i den sydöstra delen av landet, 600 km sydost om huvudstaden Brasília. Antalet invånare är 10 837.
Omgivningarna runt Ferros är huvudsakligen savann. Runt Ferros är det mycket glesbefolkat, med 5 invånare per kvadratkilometer.